# Michail Ryzjak
Michail Michajlovitsj Ryzjak (Russisch: Михаил Михайлович Рыжак) (Charkov, 10 maart 1927 - maart 2003) was een waterpolospeler van de Sovjet-Unie.
Michail Ryzjak nam als waterpoloër eenmaal deel aan de Olympische Spelen in 1956. Tijdens de finale ronde van het toernooi van 1956 nam hij deel aan de bloed-in-het-waterwedstrijd. Hij veroverde met het Sovjet team een bronzen medaille.
In de competitie kwam Ryzjak uit voor Dinamo Moskva.
Viktor Agejev · 
Pjotr Breus · 
Nodar Gvacharia · 
Boris Gojchman · 
Vjatsjeslav Koerennoj · 
Boris Markarov · 
Petre Msjvenieradze · 
Valentin Prokopov · 
Michail Ryzjak · 
Joeri Sjljapin